# جون ستافورد
جون ستافورد (بالإنجليزية: John Stafford)‏ هو قاضي وسياسي بريطاني، ولد في 1350، وتوفي في 25 مايو 1452 في المملكة المتحدة. انتخب Bishop of Bath and Wells ‏ (1425 – 1443) وانتخب أسقف كانتربري (1443 – 25 مايو 1452).